# Prix de la combativité du Tour d'Espagne
Le Prix de la combativité du Tour d'Espagne créé en 2012, est l'un des classements annexes du Tour d'Espagne. Il s'agit d'un classement récompensant le coureur le plus combatif étape par étape, avant de décerner un titre au plus combatif du tour, qui devient le super-combatif.
Ce prix est sponsorisé par Vodafone.

## Palmarès
| Année | Coureur             | Équipe                 | Autres classements        |
| ----- | ------------------- | ---------------------- | ------------------------- |
| 2012  | Alberto Contador    | Saxo Bank-Tinkoff Bank | Classement général        |
| 2013  | Javier Aramendia    | Caja Rural-Seguros RGA | -                         |
| 2014  | Christopher Froome  | Sky                    | -                         |
| 2015  | Tom Dumoulin        | Giant-Alpecin          | -                         |
| 2016  | Alberto Contador    | Tinkoff                | -                         |
| 2017  | Alberto Contador    | Trek-Segafredo         | -                         |
| 2018  | Bauke Mollema       | Trek-Segafredo         | -                         |
| 2019  | Miguel Ángel López  | Astana                 | -                         |
| 2020  | Rémi Cavagna        | Deceuninck-Quick Step  | -                         |
| 2021  | Magnus Cort Nielsen | EF Education-Nippo     | -                         |
| 2022  | Marc Soler          | UAE Team Emirates      | -                         |
| 2023  | Remco Evenepoel     | Soudal Quick-Step      | Classement de la montagne |
| 2024  | Marc Soler          | UAE Team Emirates      | -                         |

## Statistiques

### Multiples vainqueurs
| # | Vainqueurs       | Pays    | Nombre de victoires | Années           |
| - | ---------------- | ------- | ------------------- | ---------------- |
| 1 | Alberto Contador | Espagne | 3                   | 2012, 2016, 2017 |
| 2 | Marc Soler       | Espagne | 2                   | 2022, 2024       |

### Palmarès par nations
| # | Pays            | Nombre de victoires | Nombre de vainqueurs différents | Dernière victoire          |
| - | --------------- | ------------------- | ------------------------------- | -------------------------- |
| 1 | Espagne         | 6                   | 3                               | Marc Soler (2024)          |
| 2 | Pays-Bas        | 2                   | 2                               | Bauke Mollema (2018)       |
| 3 | Colombie        | 1                   | 1                               | Miguel Ángel López (2019)  |
| 3 | France          | 1                   | 1                               | Rémi Cavagna (2020)        |
| 3 | Grande-Bretagne | 1                   | 1                               | Christopher Froome (2014)  |
| 3 | Danemark        | 1                   | 1                               | Magnus Cort Nielsen (2021) |
| 3 | Belgique        | 1                   | 1                               | Remco Evenepoel (2023)     |